# Amazonen-Garde

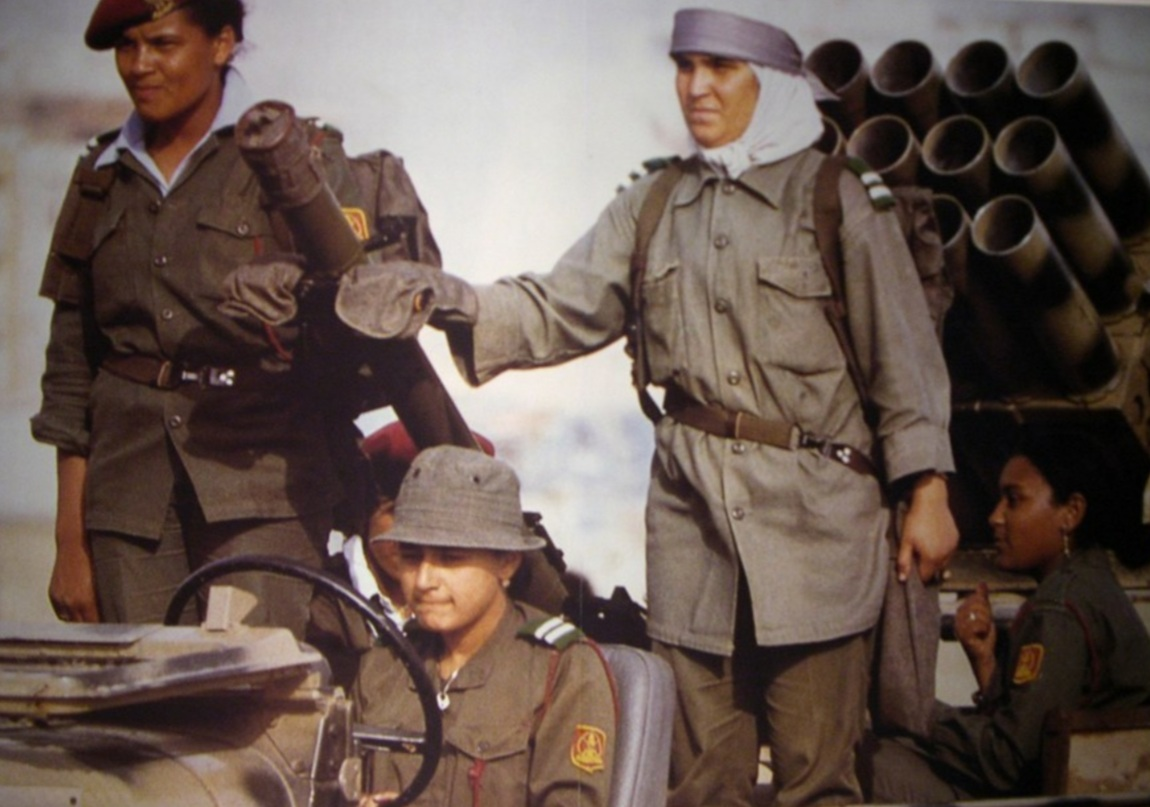
Mitglieder der Amazonen-Garde

Als Amazonen-Garde wurde in der westlichen Presse eine Eliteeinheit von 30 bis zu 40 Frauen bezeichnet, die offiziell Jungfrauen sein mussten und mit dem Schutz des Revolutionsführers von Libyen, Muammar al-Gaddafi, beauftragt waren. In der arabischen Welt wurde die Einheit haris al-has genannt.
Mit dem Aufbau der Garde wurde 1980 begonnen. Kandidatinnen absolvierten eine Nahkampf- und Schusswaffenausbildung an einer Akademie für weibliche Offiziere. Die Angehörigen dieser Elitetruppe waren mit Privilegien ausgestattet, die in konservativen arabischen Ländern Aufsehen erregten – dazu zählte das Ankleiden nach eigener Entscheidung (z. B. Kampfanzüge) und das Tragen von Make-up und Stöckelschuhen.
Die Bildung dieser Elitetruppe führte zu Kontroversen, weil es das Rollenbild der Frauen in der arabischen Welt herausforderte. In der konservativen libyschen Gesellschaft erlischt die Familienloyalität gegenüber Mädchen, die sich einer solchen Formation anschließen. Deshalb sank die Gefahr von Verschwörungen auf der Basis von Clans oder Stämmen in Gaddafis Nähe durch die Auswahl einer ausschließlich weiblichen Leibgarde, dies wird als Grund für die Aufstellung der Einheit genannt.
1988 soll eine Gardistin Gaddafi bei einem Anschlag das Leben gerettet haben, indem sie sich über seinen Körper warf, um ihn vor den Geschossen zu schützen. Die Gardistin kam dabei ums Leben, sieben andere Frauen wurden verletzt. Auch bei Staatsbesuchen begleiteten die „Amazonen“ Gaddafi, hierbei kam es zu mehreren Zwischenfällen. 1984 versuchten sie, bewaffnet zu einem Gipfeltreffen der OAU in Addis Abeba vorzudringen, an dem Gaddafi teilnahm, und konnten nur mit Mühe entwaffnet werden. Bei einem Besuch Gaddafis in Ägypten führte ein ähnlicher Versuch der ägyptischen Sicherheitskräfte zu einer tätlichen Auseinandersetzung. In Nigeria konnte nur der zufällig auf dem Flughafen anwesende Präsident des Landes einen Eklat um die Entwaffnung der Garden verhindern.
Nach Gaddafis Flucht aus Tripolis löste sich die Garde auf. Einige seiner Leibwächterinnen erhoben schwere Vorwürfe gegen ihn wegen regelmäßiger Misshandlungen und Vergewaltigungen. Eine libysche Psychologin machte die Vorwürfe zum Bestandteil eines Dossiers über Vergewaltigungen im libyschen Bürgerkrieg für den Internationalen Strafgerichtshof.
Amnesty International berichtete von Schlägen und sexuellen Übergriffen auf gefangene Gardistinnen in irregulären Gefangenenlagern des Nationalen Übergangsrats (NTC). Auch sollen gefangene Frauen zu falschen Geständnissen gezwungen worden sein, sie hätten NTC-Kämpfer getötet.
Die Regisseurin Rania Ajami drehte über die Garde den Dokumentarfilm „Shadows of a Leader“.